# Coasta Rupturile - Tanacu
Coasta Rupturile - Tanacu este o arie protejată de interes național ce corespunde categoriei a IV-a IUCN (rezervație naturală de tip floristic), situată în județul Vaslui, pe teritoriul administrativ al comunei Tanacu.

## Localizare
Rezervația naturală cu o suprafață de 6 hectare se află în Podișul Central Moldovenesc, în partea central-nordică a județului Vaslui și cea sud-estică a satului Tanacu.

## Descriere
„Coasta Rupturile - Tanacu”, o zonă afectată de eroziunea apei și supusă de-a lungul timpului alunecărilor de teren, a fost declarată arie protejată prin Legea Nr.5 din 6 martie 2000 (privind aprobarea Planului de amenajare a teritoriului național - Secțiunea a III-a - zone protejate). Rezervația naturală se suprapune sitului de importanță comunitară omonim și reprezintă o arie naturală de interes botanic, aflată în locul cunoscut de localnici sub denumirea de Coasta Rupturile.

## Floră
Aria protejată dispune de un habitat natural de tip Tufărișuri de foioase ponto-sarmatice, ce adăpostește și conservă mai multe specii de ierburi și flori rare.

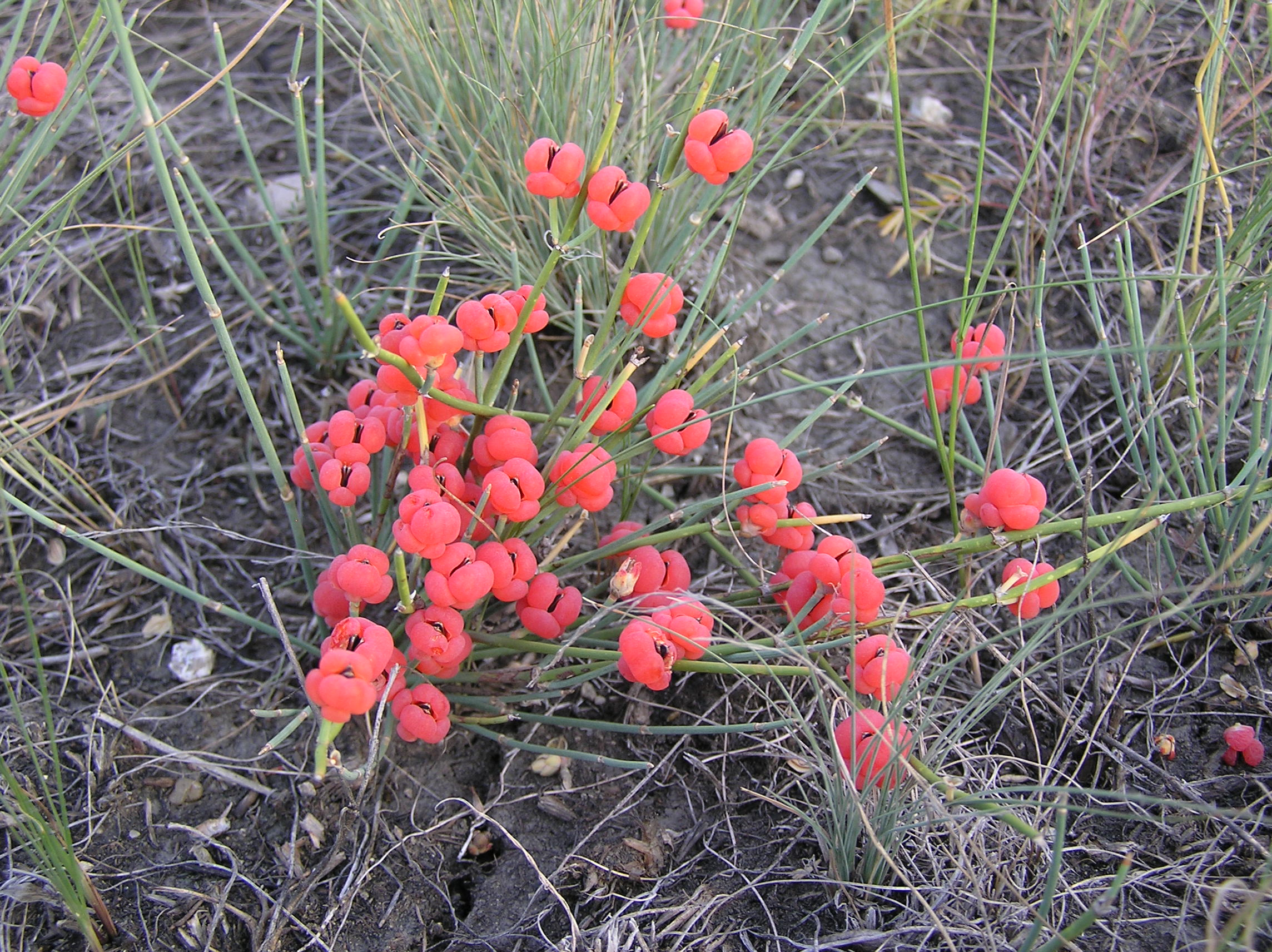
Cârcel (Ephedra distachya)

Specii de flori și ierburi: zambilă sălbatică (din genul Hyacinthella leucophaea), tufă lemnoasă (Caragna fructex L.), bărbișoară (Bothriochloa ischaeum), o specie de rușcuță (din genul Adonis x hybrida), cârcel (Ephedra distachya), hajmă păsărească (Allium flavum), scaiul dracului (Eryngium campestre), flămânzică (Erophila verna), laptele-cucului (Euphorbia helioscopia), izmușoară de câmp (Acinos arvensis), cicoare (Cichorium intybus), clopoței (Campanula sibirica), sipică (Cephalaria uralensis), brândușă (Crocus reticulatus), ceapa-ciorii (Gagea pratensis), drăgaică (Galium verum), vulturică (Hieracium pilosella), cătușnică sălbatică (Marrubium peregrinum), sparcetă (Onobrychis viciifolia),  belivalie sarmațiană (Bellivalia sarmatica), o specie de pălămidă din genul Cirsum cerrulatum, sparțetă (Onobrychis arenaria), stânjenel de stepă (Iris pumila), pintenoagă (Carthamus lanatus L.), luntricică (Oxytropis campestris) sau firuță (Poa angustifolia).

## Căi de acces
- Drumul național DN24 pe ruta: Vaslui - Muntenii de Sus - drumul județean DJ244K - Tanacu.

## Monumente și atracții turistice
În vecinătatea rezervației naturale se află câteva obiective de interes istoric, cultural și turistic; astfel:

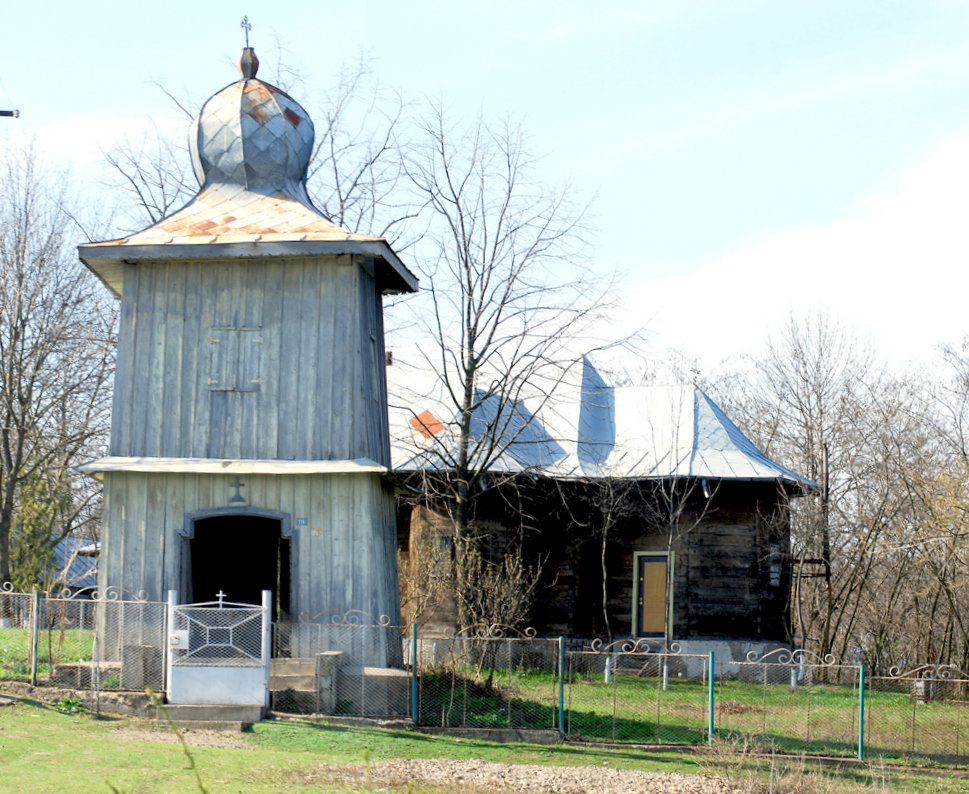
Biserica de lemn Sf. Voievozi din Tanacu

- Biserica de lemn "Sf. Voievozi" din Tanacu, construcție 1826, monument istoric.
- Biserica de lemn "Sf. Nicolae" din Tanacu, construcție 1819, monument istoric.
- Mănăstirea Tanacu.
- Muzeul tradițiilor din satul Muntenii de Sus.

## Note

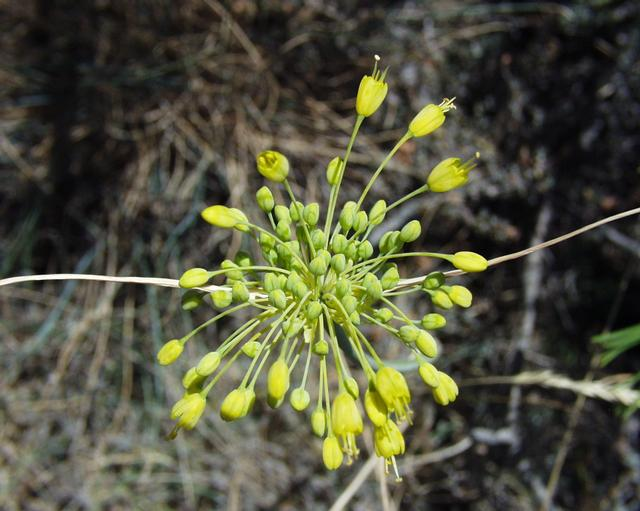
Hajmă păsărească sau ai galben (Allium flavum)
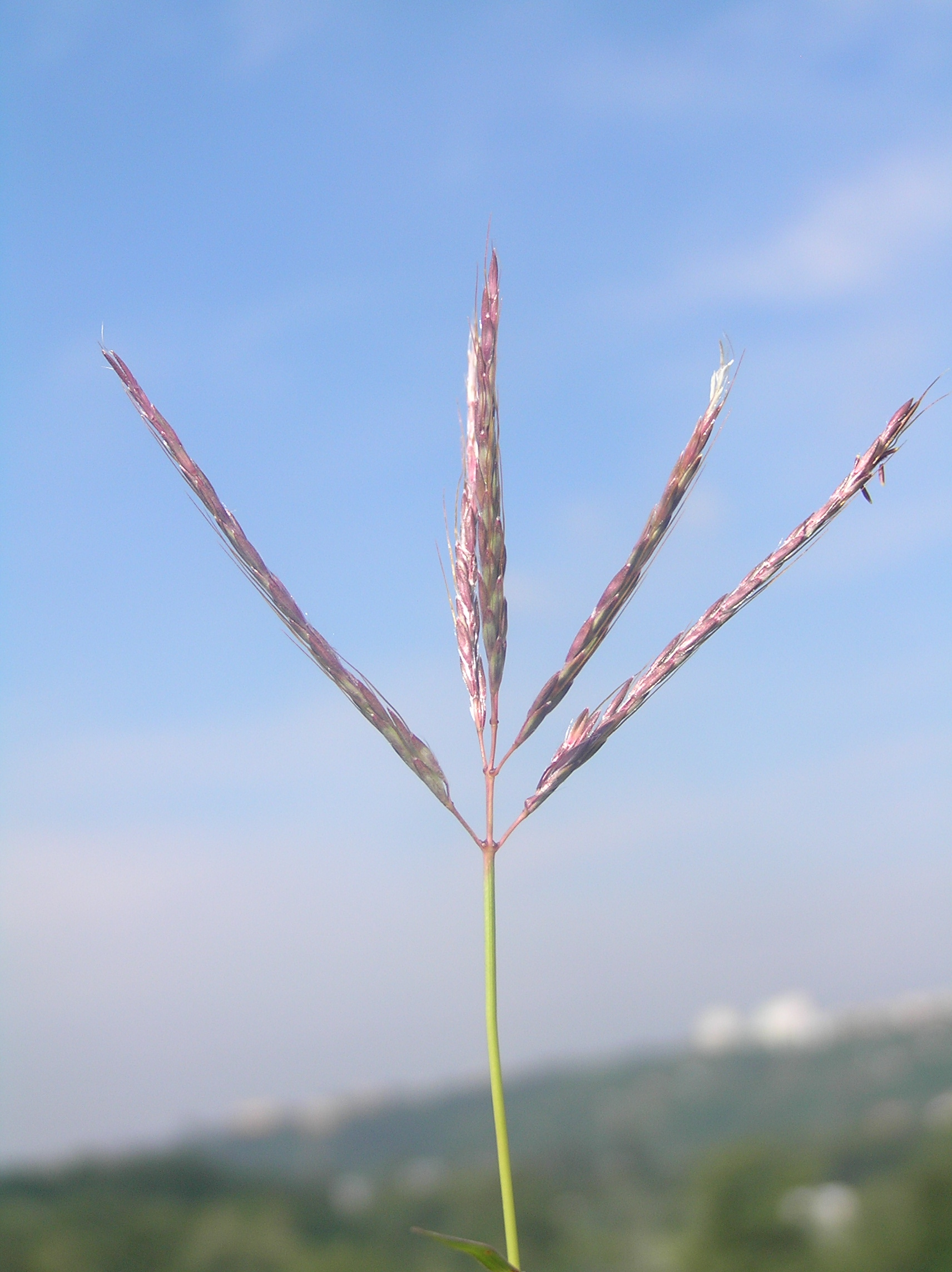
Bărbuşoară (Bothriochloa ischaemum)
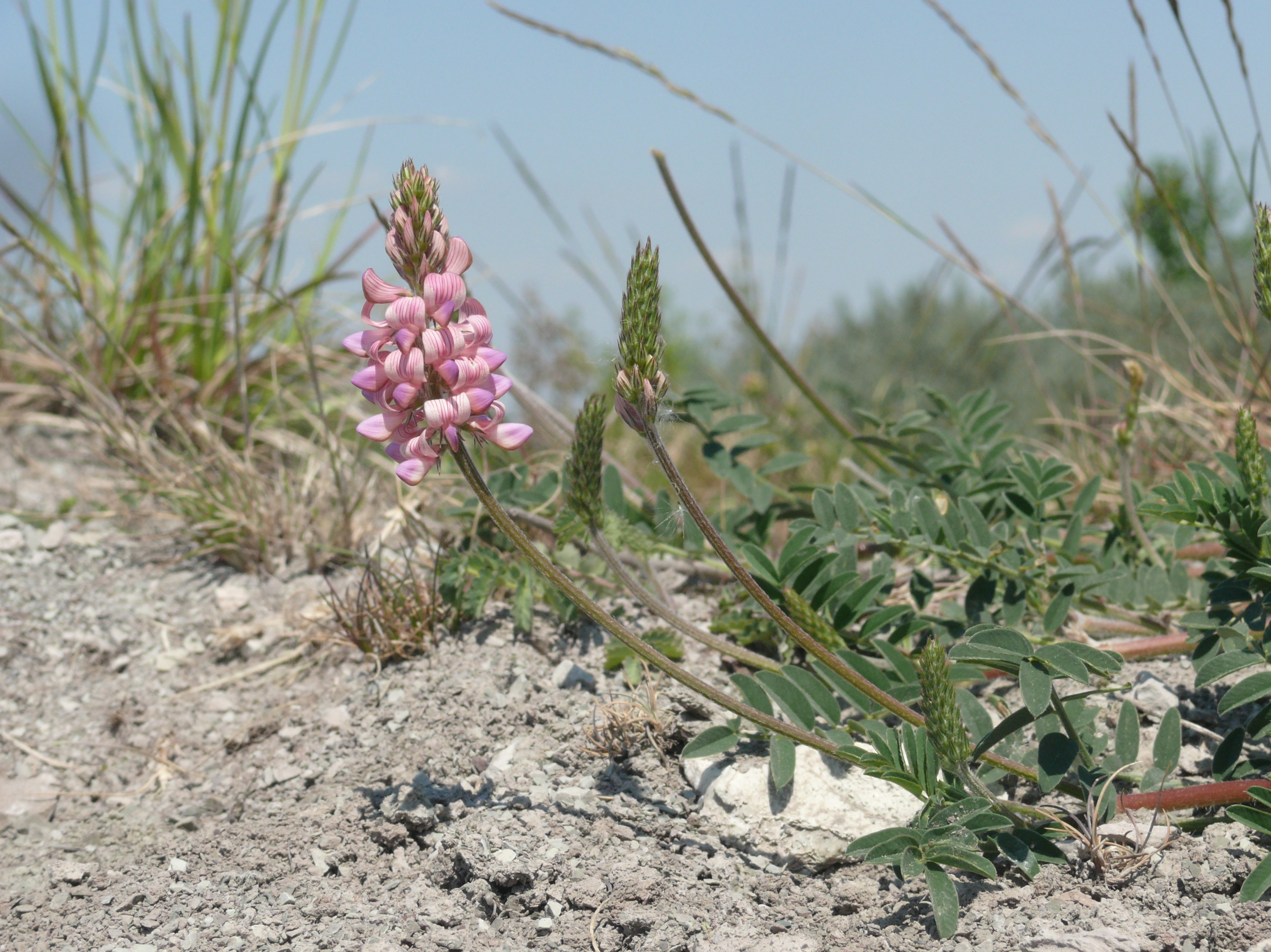
Sparţetă sau sparcetă (Onobrychis arenaria